# Rana Dajani

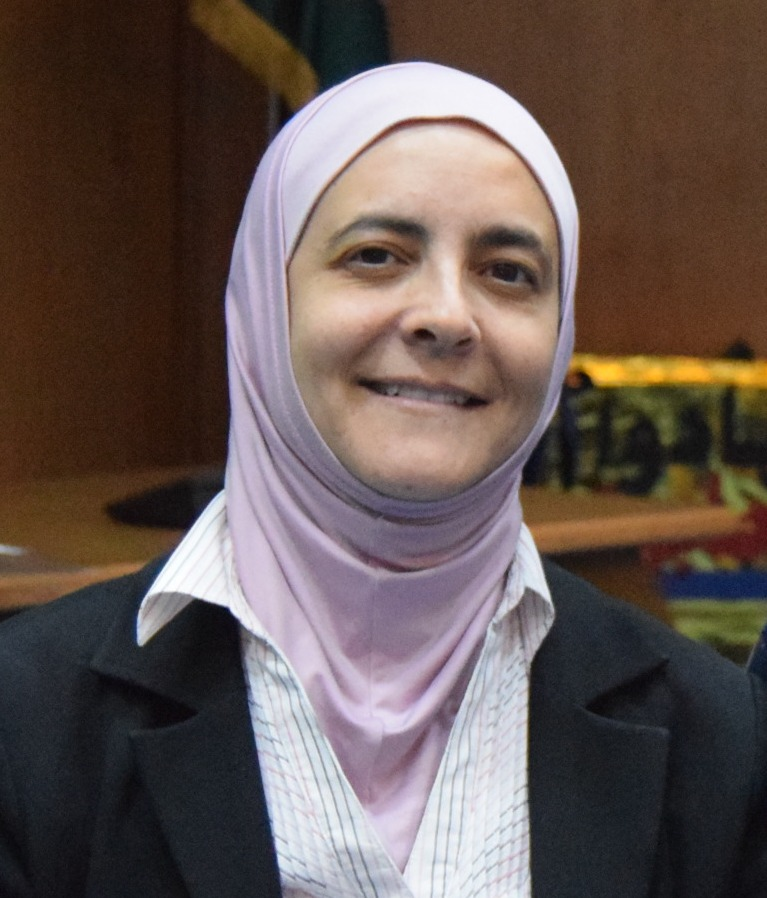
Rana Dajani (2016)

Rana Dajani (arabisch رنا الدجاني, DMG Ranā ad-Daǧānī) ist eine jordanische Molekularbiologin und Vorkämpferin für Bildung und die Integration wissenschaftlichen Denkens in der arabischen Welt.

## Berufliches Leben
Rana Dajani schloss 2005 ein Postgraduiertenstudium in Molekularbiologie an der University of Iowa als Ph.D. ab. Rana Dajani ist Absolventin des Fulbright-Programms und zweimalige Fulbright-Preisträgerin. Sie war 2013 Stipendiatin der Eisenhower Fellowship. 2014 wurde sie Gastprofessorin am Yale Stem Cell Center der Yale University und Gastwissenschaftlerin an der University of Cambridge sowie dem Stem Cell Therapy Center in Jordanien.
Im Oktober 2017 wurde sie vom Radcliffe Institute for Advanced Study als Stipendiatin für das Radcliffe Institute Fellowship Programm an der Harvard University ausgewählt.
Sie ist heute außerordentliche Professorin an der staatlichen Hashemite University in Zarqa. Sie arbeitet zu den biochemischen Prozessen der Signaltransduktion in Zellen und betont dafür die Notwendigkeit eines interdisziplinären Ansatzes.
Sie veröffentlicht ihre wissenschaftlichen Ergebnisse in renommierten Peer-Review-Fachzeitschriften. Sie hielt Vorträge am Templeton-Cambridge Journalism Fellowship Symposium der University of Cambridge, dem Massachusetts Institute of Technology, der McGill University in Montreal und beim britischen Forum Belief in Dialogue.

## Gesellschaftliches, kulturelles und politisches Engagement
Neben ihrer wissenschaftlichen Arbeit zur Genomforschung in den Bereichen Diabetes mellitus, Krebs und Stammzellen tritt Rana Dajani für eine Integration wissenschaftlichen Denkens wie bspw. der Evolutionstheorie ins islamische Denken ein. Dajani setzt sich intensiv für naturwissenschaftliche Bildung für Frauen ein und war entscheidend an der Diskussion über gesetzliche Regelungen zur Stammzelltherapie in Jordanien beteiligt, welche auch beispielgebend für entsprechende Regelungen in der arabischen und islamischen Welt wurden.
Sie gründete und leitete das We-Love-Reading-Programm, das sich für die Alphabetisierung von Kindern in 30 Ländern einsetzt. We Love Reading bildete 730 Frauen in Erzähltechniken aus, die Kampagne gewann 2017 den König Sejong Alphabetisierungspreis, den die UNESCO jährlich vergibt. Das Programm führte zur Gründung von 330 Büchereien in ganz Jordanien, wodurch über das Schulsystem hinaus 10.000 Kinder lesen und schreiben lernten, von denen 60 % Mädchen waren.
2010 wurde Dajani als Mitglied der Clinton Global Initiative berufen, die sich innerhalb der Clinton Foundation schwerpunktmäßig der globalen HIV-Bekämpfung widmet.
Rana Dajani ist Mitglied des jordanischen Frauenbeirats bei den Vereinten Nationen.

## Preise und Würdigungen
Das britische Muslim Science Magazine bezeichnete sie als eine der einflussreichsten Wissenschaftlerinnen in der islamischen Welt und im CEO Middle East Magazine wurde sie 2014 auf Platz 13 der „100 Most Powerful Arab Women“ aufgeführt.
Auf Antrag der US-Botschaft in Jordanien und des Environment, Science, Technology and Health Office for the Middle East and North Africa der US-Botschaft in Amman wurde Rana Dajani 2015 in die „Hall of Fame“ des US-Außenministeriums für Wissenschaftlerinnen aufgenommen.
Für ihre wissenschaftliche und zivilgesellschaftliche Arbeit erhielt sie folgende Ehrungen:
- 2009 Preis für Innovationen im Sozialbereich in der Arabischen Welt, der von der Entwicklungshilfeorganisation Synergos vergeben wurde.[15]
- 2009 King-Hussein-Cancer-Center-Award.[15]
- 2013 Literary Award for Best Practices der Library of Congress
- 2014 WISE Qatar Award
- 2014 König-Hussein-Ehrenmedaille
- 2015 „Top Idea“ der Open-Innovation-Plattform OpenIDEO für ihre Flüchtlingskinderarbeit
- 2015 Education Impact Award der britischen Kinderrechtsorganisation Stars Foundation
- 2015 Wahl unter die 50 innovativsten Sozialprojekte beim World CSR Congress
- 2018 Preis der Jacobs Foundation